# Monogramiści
Monogramiści polscy – kompozytorzy polscy z XVI w., którzy oznaczali swe utwory pierwszymi literami swojego imienia i nazwiska lub miejscowości, z której pochodzili. Do monogramistów zaliczamy m.in.:
W renesansie:
- Cyprian Bazylik z Sieradza o monogramach C.S. lub C.B. (Cyprianus Siradensis)
- Mikołaj z Chrzanowa – N.Ch. (Nicolaus Chrzanoviensis)
- Marcin Leopolita – M.L.
- Mikołaj z Krakowa – N.C. lub NCrac (Nicolaus Cracoviensis), być może identyczny z N.Z.
- Wacław z Szamotuł – V.S. lub W.S. (Venceslaus Samotulinus)
- Marcin Wartecki – M.W.
- N.Z. Cracoviensis – być może identyczny z Mikołajem z Krakowa

W baroku:
- Marcin Mielczewski – M.M.
- Grzegorz Gerwazy Gorczycki – G.G.G.